# 4273 Dunhuang
4273 Dunhuang eller 1978 UU1 är en asteroid i huvudbältet som upptäcktes den 29 oktober 1978 av Purple Mountain-observatoriet i Nanjing, Kina. Den är uppkallad efter den kinesiska staden Dunhuang.
Asteroiden har en diameter på ungefär 4 kilometer och den tillhör asteroidgruppen Nysa.